# 米泰尔布龙 (摩泽尔省)
米泰尔布龙（法語：Mittelbronn）是法国摩泽尔省的一个市镇，属于萨尔堡区（Sarrebourg）法尔斯堡县（Phalsbourg）。该市镇总面积7.71平方公里，2009年时的人口为668人。

## 人口
米泰尔布龙人口变化图示